# Institut français de la biodiversité
Pour les articles homonymes, voir IFB.
L'Institut français de la Biodiversité (IFB) est un ancien groupement d'intérêt scientifique (GIS) créé en décembre 2000 et intégré à la FRB en 2008. Il fédèrait (en 2007) 17 membres (issus des pouvoirs publics, organismes de recherche, ONG et associations professionnelles) pour promouvoir les recherches en biodiversité en France et dans un cadre international, notamment via son site Internet.
Les experts de la Commission scientifique de la Commission de l'IFB analysent la mise en œuvre des orientations nationales pour la biodiversité et exercent une veille scientifique sur les thèmes relatifs aux missions confiées à l'IFB. Ils s'appuient pour cela sur les données de différents réseaux d'experts (MNHN, IRD, Ifremer, conservatoires, etc.). Ces réseaux ont contribué à quelques avancées dont 
- adoption d'une stratégie européenne pour le milieu marin,
- soutien de la France à la création d'une plate-forme intergouvernementale science et politique sur la biodiversité et les services écosystémiques (IPBES, qui pourrait être le futur équivalent du GIEC pour la biodiversité),
- inscription des récifs coralliens de Nouvelle-Calédonie au patrimoine mondial de l’UNESCO
- organisation d'une 1re conférence sur la biodiversité de l’outre-mer européen...

## Objectif
En mars 2007, l'objectif est de répondre aux défis et enjeux de la biodiversité, de sa restauration et préservation ainsi qu’aux engagements et obligations internationales de la France (stopper la perte de biodiversité avant 2010).

## Missions
- Coordonner la recherche sur la diversité biologique, dans les domaines des sciences de la nature et de la planète, mais aussi des sciences sociales, politiques et dans le domaine du droit ;
- Promouvoir la recherche aux niveaux national, européen et international, via notamment des appels à propositions de recherches notamment financés par l’Agence nationale de la recherche (ANR),
- éditer des documents de synthèse et de prospective, monter des colloques et séminaires et animer des groupes de réflexion thématiques.
- transférer les connaissances et résultats, via l’information, la formation, et le porté à connaissance de l’expertise nationale,
- Appuyer la coopération française avec les pays en développement concernant la biodiversité.

Pour cela, l’IFB est ;
- Correspondant français de programmes internationaux tels que Diversitas;
- Plateforme française de l’EPBRS (plateforme européenne pour une stratégie de recherche en biodiversité);
- Point focal national de l’organe subsidiaire (SBSTTA) de la Convention sur la diversité biologique (CDB). Il lui fournit des avis scientifiques, techniques et technologiques.
- Coordonnateur de l’Era-Net BiodivERsA que l'IFB a fondé en 2005 avec l8 partenaires européens;
- Secrétariat exécutif du processus consultatif vers un mécanisme international d’expertise scientifique sur la biodiversité (IMoSEB) (à la suite de la conférence internationale « Biodiversité : science et gouvernance » (Unesco, Paris, janvier 2005).
- Point de contact national du 7e programme-cadre de la Commission européenne, via le consortium Ademe-IFB-Insu.

## Locaux
L'IFB a, de son temps, été hébergé dans la maison Buffon (muséum national d'histoire naturelle, jardin des plantes).

## Fin de l'IFB
En février 2008, conformément aux propositions octobre 2007 du Grenelle de l'Environnement, la fondation pour la recherche sur la biodiversité (FRB) est créée. Elle regroupe le bureau des ressources génétiques (BRG) et l'institut français de la biodiversité (IFB).

## Évaluations, résultats
En 2009, selon l'analyse annuelle de la Stratégie Nationale pour la Biodiversité ("SNB", adoptée en 2004, déclinée en 11 plans sectoriels) par le comité français, de l’UICN, les 11 plans d’action progressent, ainsi que les notions de corridors biologiques, et de réseaux d’aires protégées, grâce notamment aux propositions du Grenelle de l'Environnement (dont plans de restauration et de réintroduction). L'UICN note positivement l’intégration d’une dimension « biodiversité » dans le plan de mobilisation du bois, mais estime en termes de bilan global que les actions concrètes de restauration, préservation et gestion, n'avancent que trop lentement sur le terrain ; les « indicateurs » restent au rouge et l'appropriation des enjeux de biodiversité dans les politiques n'est pas encore à la hauteur. L'UICn estime que les actions engagées ne suffiront pas à tenir l’objectif 2010 pour la biodiversité.